# 1807 en littérature
| Années de la littérature : 1804 - 1805 - 1806 - 1807 - 1808 - 1809 - 1810    |
| Décennies de la littérature : 1770 - 1780 - 1790 - 1800 - 1810 - 1820 - 1830 |

Cet article présente les faits marquants de l'année 1807 en littérature.

## Événements
- 24 janvier : premier numéro du magazine satirique Salmagundi, qui parait à New York jusqu'au 25 janvier 1808[1].
- Janvier : Heinrich von Kleist est arrêté pour espionnage par les autorités françaises incarcéré au fort de Joux, puis transféré à Châlons-sur-Marne, avant d'être libéré le 13 juillet[2].

- 22 juin : Honoré de Balzac entre au pensionnat du collège des oratoriens de Vendôme[3].
- 4 juillet : Chateaubriand publie dans le Mercure de France un article sur le Voyage pittoresque et historique de l'Espagne de Laborde, critique véhémente contre le régime impérial. Menacé d’être arrêté, il doit se retirer dans sa terre du Val-au-Loup près d'Aulnay[4].

## Parutions
- Friedrich Hegel, Phänomenologie des Geistes, Bamberg und Würzburg, bey Joseph Anton Goebhardt, 1807 (présentation en ligne) (« Phénoménologie de l'esprit »), qui affirme que le développement de l’esprit humain se fait sur le même modèle dialectique que le développement historique de l’humanité.

- Samuel Bogumił Linde (en), Słownik języka polskiego, Warszawie, Drukarnia XX. Piiarów, 1808 (présentation en ligne) (« Dictionnaire de la langue polonaise ») en 6 volumes, publiés à Varsovie entre 1807 et 1814.
- Antoine-Alexandre Barbier, Dictionnaire des ouvrages anonymes et pseudonymes, vol. 2, Paris, imprimerie Bibliographique, 1806 (présentation en ligne))
- Chanoine Jean-Louis Grillet, Dictionnaire historique, littéraire et statistique des départements du Mont-Blanc et du Léman, contenant l'histoire ancienne et moderne de la Savoie, vol. 3, t. 2, Chambéry, J.F. Puthod, 1807.

### Fictions
- Lord Byron, Hours of Idleness, Newark, S. and J. Ridge, 1807 (présentation en ligne) (« Heures de loisir, série de poésies originales et traduites »), recueil de vers.

- William Wordsworth, Poems, in Two Volumes, London, Longman, Hurst, Rees, and Orme, 1807 (présentation en ligne) contenant les poèmes I Wandered Lonely as a Cloud et Ode: Intimations of Immortality from Recollections of Early Childhood (« Suggestions de l'immortalité à partir de réminiscences de la tendre enfance »).
- Ugo Foscolo, Dei Sepolcri (en), Brescia, Nicolò Bettoni, 1807 (présentation en ligne) (« Les Tombeaux »), poème.
- Germaine de Staël, Corinne ou l'Italie, vol. 1, Paris, H. Nicolle, 1807 (présentation en ligne), roman, en deux volumes.
- Charles Lamb, Tales from Shakespeare : designed for the use of young persons, vol. 1, London, Thomas Hodgkins, 1807 (présentation en ligne) (« Contes tirés de Shakespeare, destiné aux jeunes gens »), écrit en collaboration avec sa sœur Mary Lamb, en deux volumes.
- The History of Jack and the Beanstalk, London, Benjamin Tabart, 1807 (s:Jack and the Beanstalk) (« Jack et le Haricot magique »), sans doute la première version imprimée du conte.
- Anna Maria Porter, The Hungarian brothers, London, C. Stower, 1807 (présentation en ligne), roman en trois volumes 2 3.

## Naissances
- 20 avril : Aloysius Bertrand, poète et dramaturge français, considéré comme l'inventeur du poème en prose.
- 10 juillet : Caroline Pavlova, poétesse et romancière russe, traductrice en allemand.

## Décès
- 3 décembre : Clara Reeve, romancière anglaise (° 23 janvier 1729).